# Thurmansbang
Thurmansbang település Németországban, azon belül Bajorországban. Lakosainak száma 2576 fő (2023. december 31.). Thurmansbang Saldenburg, Schönberg, Innernzell, Zenting, Außernzell, Eging am See, Fürstenstein és Tittling községekkel határos.

## Népesség
A település népessége az elmúlt években az alábbi módon változott:
| Lakosok száma | 1036 | 1512 | 2076 | 2159 | 2325 | 2368 | 2428 | 2450 | 2596 | 2576 |
|               | 1875 | 1950 | 1975 | 1987 | 2012 | 2014 | 2016 | 2017 | 2021 | 2023 |